# John Hanson
John Hanson (Port Tobacco, Provincia de Maryland; 14 de abril de 1721-15 de noviembre de 1783; Condado de Prince George, Maryland) fue un comerciante y funcionario público estadounidense proveniente de Maryland durante el período de la Revolución Americana. 
Después de servir en una variedad de papeles para la causa patriota en Maryland, en 1779, Hanson fue elegido como delegado al Congreso Continental. Firmó los Artículos de la Confederación en 1781, después de Maryland, finalmente se unió a los otros Estados en su ratificación.
En noviembre de 1781, Hanson fue elegido Presidente del Congreso Continental, y se convirtió en el primer presidente para un mandato de un año bajo las disposiciones de los Artículos de la Confederación.
Debido a esto, algunos de sus descendientes, juntos con algunos historiadores aficionados, erróneamente afirman que había sido en realidad el primer Presidente de los Estados Unidos. 

## Biografía
John Hanson nació el 14 de abril de 1721 en la Parroquia de Port Tobacco en el Condado de Charles ubicado en la Provincia de Maryland. 
Hanson nació en una plantación llamada "Mulberry Grove" dentro de una familia rica y prominente. Sus padres fueron Samuel (c. 1685 — 1740) y Elizabeth (Storey) Hanson (c. 1688 — 1764). Su padre, Samuel Hanson, fue un plantador quien era dueño de más de 1,000 acres (4.0 km²), y ocupó varios cargos políticos, entre ellos, dos mandatos en la Asamblea General de Maryland.
Hanson se jubiló de su cargo público después de su mandato de un año como Presidente del Congreso Continental. En mal estado de su salud, falleció el 15 de noviembre de 1783, mientras visitaba Oxon Hill Manor en el Condado de Prince George, Maryland hacia la plantación de su sobrino, Thomas Hawkins Hanson, donde ahí fue enterrado.
Hanson poseía al menos 223 acres de tierras y 11 esclavos en el momento de su muerte. 